# Hypsidoridae
†Hypsidoris jest jedynym rodzajem ryb należącym do kopalnej rodziny †Hypsidoridae. Ryby te osiągały do 20 cm długości i wyglądały podobnie do współczesnych sumów. Posiadały typowe dla dzisiejszym sumowców wąsy oraz aparat Webera służący do odbierania drgań środowiska wodnego. Pierwsze promienie płetw piersiowych były przekształcone w duże kolce, służące najprawdopodobniej do biernej obrony przed drapieżnikami. Żywiły się prawdopodobnie, jak większość dzisiejszych sumów, mniejszymi rybami i innymi organizmami wodnymi żyjącymi na dnie zbiorników wodnych.
Opisano dwa gatunki sklasyfikowane jednym rodzaju. Są to: 
- Rodzaj †Hypsidoris Lundberg & Case, 1970
  - *†Hypsidoris farsonensis Lundberg & Case, 1970 – Wyoming, USA (wczesny – środkowy eocen)
  - †Hypsidoris oregonensis Grande & de Pinna, 1998 – Oregon, USA (środkowy eocen)